# Rivalidad entre el Spartak Moscú y el Dinamo Moscú

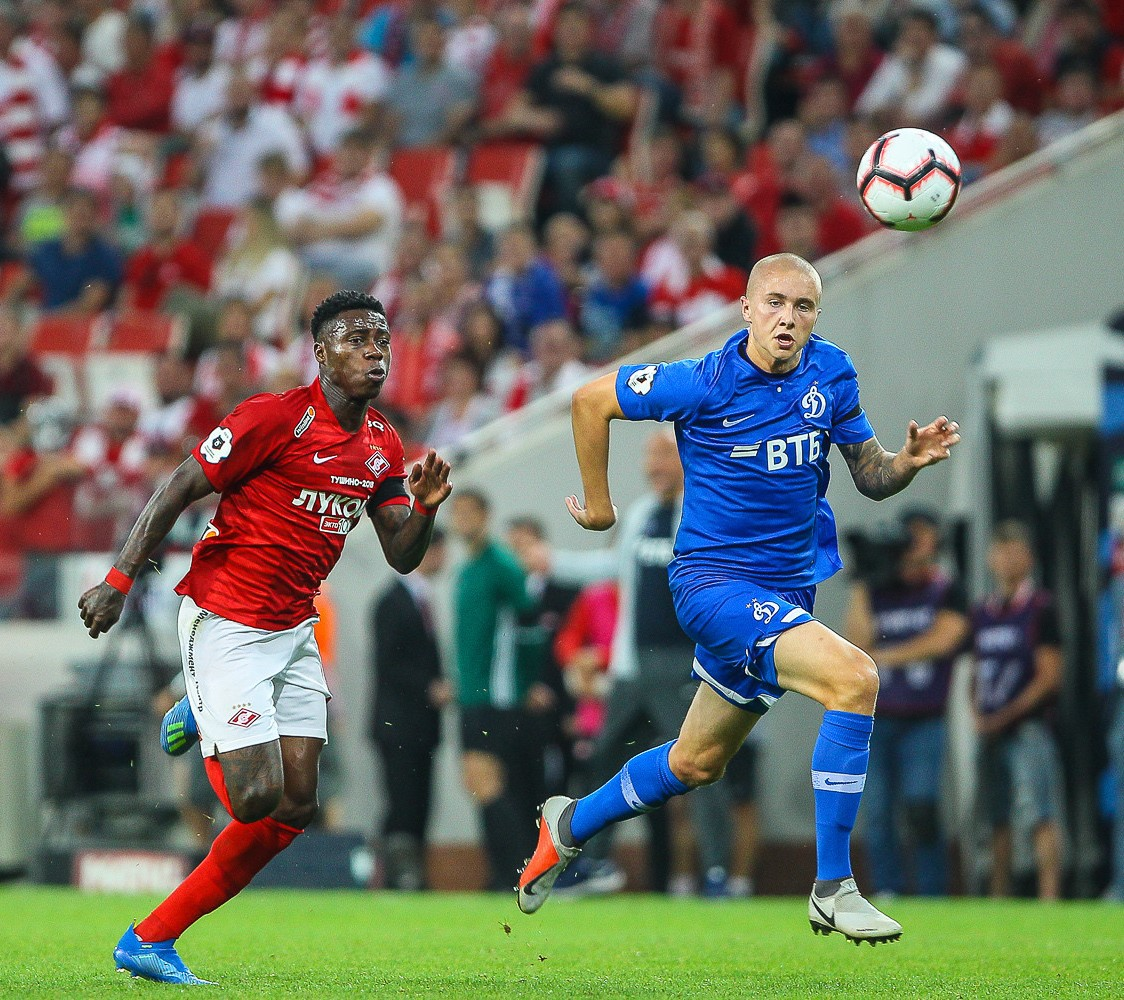
Imagen de un derbi en 2018 en el Otkrytie Arena.

La rivalidad entre el Spartak Moscú y el Dinamo Moscú es la más antigua del fútbol de la ex Unión Soviética y de Rusia, ya que comenzó a principios del siglo XX. De hecho, este enfrentamiento es popularmente conocido como el Derbi más antiguo de Rusia (en ruso: Старейшее российское дерби, Stareysheye rossiyskoye derbi).
La rivalidad trasciende el ámbito deportivo, y sobrepasa el factor político y social, ya que el derbi se disputa entre los rivales de Moscú del Dinamo, el equipo de la policía y el KGB, y el Spartak, equipo sin afiliación política. Después del colapso de la Unión Soviética, la rivalidad continuó existiendo aunque en menor medida de lo que solía ser.

## Historia
La rivalidad entre los dos clubes con base en Moscú nació en 1926, cuando el fundador del Spartak, Nikolai Starostin, logró los derechos para que su equipo se trasladase al estadio Tomskii, que se encontraba muy cerca de la sede del Dinamo. A partir de ese momento, la rivalidad trascendió el ámbito deportivo y llegó a involucrarse en asuntos políticos y sociales de la Unión Soviética, ya que su origen está en las afiliaciones sindicales de las sociedades deportivas de las que formaban parte: la sociedad deportiva soviética Dinamo, asociada a la policía y los distintos aparatos de seguridad del estado como el KGB o el MVD, y la sociedad deportiva Spartak, considerada como "el equipo del pueblo".
Los equipos se enfrentaron entre sí por ganar el campeonato de Moscú, y luego por la Soviet Top Liga, con especial intensidad en la década de 1950. Antes, en 1942, el fundador y futbolista del Spartak, Nikolai Starostin, fue detenido junto a sus tres hermanos, entre otros compañeros del equipo, frente a las acusaciones de implicación en un complot para matar a Iósif Stalin. Después de dos años de interrogatorios, los cargos fueron retirados, pero los hermanos Starostin fueron juzgados y condenados a pasar diez años en campos de trabajo en Siberia. Nikolai Starostin siempre pensó que el mecenas del Dinamo, Lavrentiy Beria, era quien estaba detrás del asunto. De regreso de la prisión, Nikolai Starostin volvió a ser presidente del Spartak y siempre exigió a sus jugadores una mayor intensidad en sus enfrentamientos con el Dinamo.
A finales de la década de 1970, la rivalidad entre el Spartak y el Dynamo perdió cierto estatus en el fútbol soviético. El Dinamo Moscú fue perdiendo terreno progresivamente en el fútbol soviético en favor del más exitoso Dynamo Kiev, que era ahora el principal rival de los rojiblancos del Spartak. Después del colapso de la URSS y la formación de la Liga Premier de Rusia la confrontación volvió a aumentar.

## Palmarés
|                    | Spartak                                                                                     | Dynamo                                                                                           |
| ------------------ | ------------------------------------------------------------------------------------------- | ------------------------------------------------------------------------------------------------ |
| Soviet Top Liga    | 12 títulos: 1936 Autumn, 1938, 1939, 1952, 1953, 1956, 1958 , 1962, 1969 , 1979, 1987, 1989 | 11 títulos: 1936 primavera, 1937, 1940, 1945, 1949, 1954, 1955, 1957, 1959, 1963, 1976 primavera |
| Liga Premier Rusa  | 10 títulos: 1992, 1993, 1994, 1996, 1997, 1998, 1999, 2000, 2001, 2017                      | Ninguna                                                                                          |
| Copa Soviética     | 10 títulos: 1938, 1939, 1946, 1947, 1950, 1958, 1963, 1965, 1971, 1991/1992                 | 6 títulos: 1937, 1953, 1966/1967, 1970,1977, 1984                                                |
| Copa de Rusia      | 4 títulos: 1993/1994, 1997/1998, 2002/2003, 2021/2022                                       | 1 títulos: 1994/1995                                                                             |
| Supercopa de Rusia | 1 título: 2017                                                                              | Ninguna                                                                                          |
| Supercopa URSS     | Ninguna                                                                                     | 1 título: 1977                                                                                   |
| Copa Federación    | 1 título: 1987                                                                              | Ninguna                                                                                          |
| Total              | 38                                                                                          | 19                                                                                               |

## Jugadores
La siguiente es una lista de futbolistas que jugaron, en algún momento de sus carreras, en los dos equipos, tanto en el Spartak como en el Dinamo.
| Jugador                    | Nacimiento | Spartak                         | Spartak  | Spartak | Dynamo               | Dynamo   | Dynamo |
| Jugador                    | Nacimiento | Año                             | Partidos | Goles   | Año                  | Partidos | Goles  |
| -------------------------- | ---------- | ------------------------------- | -------- | ------- | -------------------- | -------- | ------ |
| Konstantin Pavlovich       | 27.12.1898 | 1923—1927                       |          |         | 1928—1930            |          |        |
| Sergei Salnikov            | 25.09.1925 | 1942—1943, 1946—1949, 1955—1960 |          |         | 1950—1954            |          |        |
| Jonas Vintsovich Bauzha    | 14.02.1942 | 1970—1971                       | 21       | -23     | 1969—1970            | 3        | -4     |
| Yuri Gavrilov              | 03.05.1953 | 1977—1985                       | 280      | 90      | 1972—1977            | 37       | 5      |
| Aleksandr Bubnov           | 10.10.1955 | 1983—1989                       | 169      | 3       | 1974—1982            | 206      | 7      |
| Aleksandr Bokiy            | 03.05.1957 | 1987—1989                       | 41       | 0       | 1978—1980            | 18       | 0      |
| Vagiz Khidiyatullin        | 03.03.1959 | 1976—1980, 1986—1988            | 155      | 14      | 1994                 | 15       | 1      |
| Aleksei Prudnikov          | 20.03.1960 | 1979—1982, 1989                 | 19       | -10     | 1983—1987            | 129      | -138   |
| Gennady Morozov            | 30.12.1962 | 1980—1986, 1989-90              | 196      | 3       | 1987—1988            | 40       | 1      |
| Dmytro Tyapushkin          | 06.11.1964 | 1994—1995                       | 22       | -15     | 1997—1998            | 52       | -40    |
| Renat Ataulin              | 02.05.1965 | 1986                            | 15       | 0       | 1984—1985, 1992      | 52       | 1      |
| Andrei Mokh                | 20.10.1965 | 1991                            | 20       | 1       | 1989—1991            | 46       | 2      |
| Andrei Yevgenyevich Ivanov | 06.04.1967 | 1988—1990, 1991—1994, 1995      | 109      | 1       | 1994                 | 16       | 1      |
| Andrey Chernyshov          | 07.01.1968 | 1992—1993                       |          |         | 1988—1991, 1993—1994 |          |        |
| Kakhaber Tskhadadze        | 07.09.1968 | 1992                            | 7        | 0       | 1992                 | 12       | 0      |
| Vali Gasimov               | 04.10.1968 | 1992                            | 6        | 0       | 1992                 | 17       | 16     |
| Nikolai Pisarev            | 23.11.1968 | 1992—1995, 1998, 2000—2001      | 115      | 32      | 1999                 | 16       | 4      |
| Vladimir Beschastnykh      | 01.04.1974 | 1991—1994, 2001—2002            | 104      | 56      | 2004—2005            | 21       | 4      |
| Konstantin Golovskoy       | 25.04.1975 | 1996—1998                       | 24       | 0       | 1998—2001            | 49       | 10     |
| Pyotr Nemov                | 18.10.1983 | 2002                            | 2        | 0       | 2000—2001            | 11       | 1      |
| Aleksandr Samedov          | 19.07.1984 | 2001—2005                       | 47       | 6       | 2010—2012            | 70       | 9      |

- Se ordena la lista por fecha de nacimiento
- Lista incompleta

## Entrenadores
La siguiente es una lista de entrenadores que dirigieron, en algún momento de sus carreras, en los dos equipos, tanto en el Spartak como en el Dinamo.
| Entrenador           | Spartak              | Dynamo               |
| Konstantin Pavlovich | 1936                 | 1936                 |
| Konstantin Beskov    | 1977—1988            | 1967–1972, 1994–1995 |
| Georgi Yartsev       | 1996                 | 1998–1999            |
| Oleg Romantsev       | 1989–1995, 1996–2003 | 2004—2005            |

## Estadísticas

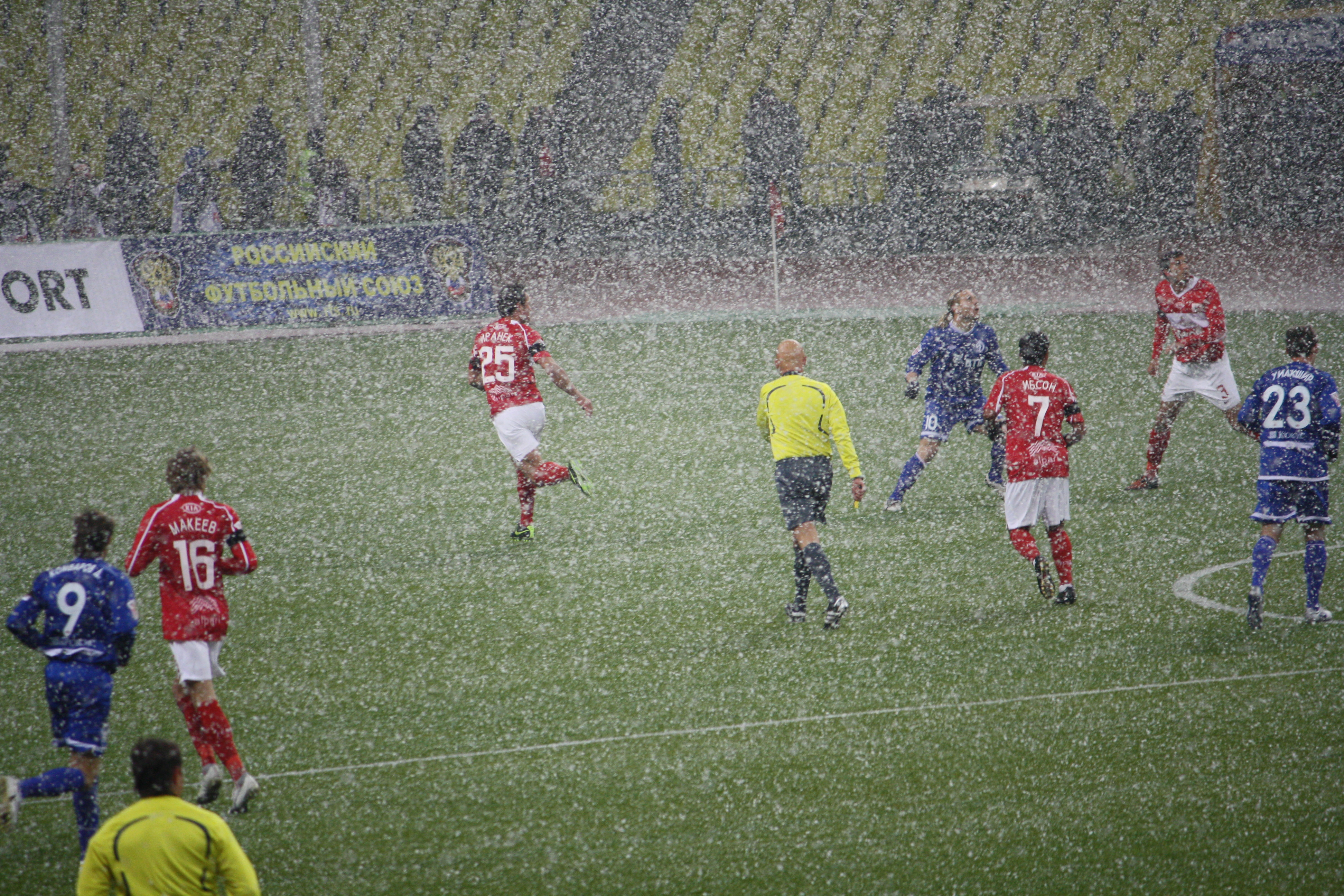
Derbi moscovita entre el Spartak y el Dinamo en Luzhnikí en 2010.

### Mayores victorias del Spartak
1991 — Soviet Top Liga — Spartak — Dynamo 7:1

1985 — Soviet Top Liga — Spartak — Dynamo 5:1

2005 — Liga Premier de Rusia — Spartak — Dynamo 5:1

2012 — Liga Premier de Rusia — Dynamo — Spartak 0:4

### Mayores victorias del Dynamo
1946 — Soviet Top Liga — Dynamo — Spartak 5:0

1940 — Soviet Top Liga — Spartak — Dynamo 1:5

1945 — Soviet Top Liga — Dynamo — Spartak 4:0

1948 — Soviet Top Liga — Dynamo — Spartak 5:1

1966 — Soviet Top Liga — Dynamo — Spartak 4:0

2012 — Liga Premier de Rusia — Spartak — Dynamo 1:5